# حس سوم
حس سوم مجموعه تلویزیونی است به کارگردانی مهدی فخیم‌زاده که در سال ۱۳۸۴ از شبکه ۲ سیما روی آنتن رفت.

## بازیگران
| بازیگر            | نقش                    | توضیحات                    |
| ----------------- | ---------------------- | -------------------------- |
| مهدی فخیم‌زاده     | ایرج جعفرزاده          | همسر سیما، پدر فریبا، شرخر |
| نسرین مقانلو      | سیما جعفرزاده          | همسر ایرج، مادر فریبا      |
| لیلا برخورداری    | فریبا جعفرزاده         | دختر ایرج و سیما           |
| انوشیروان فاطمی   | عباس امیری             | سرگرد                      |
| حبیب دهقان‌نسب     | سهراب جباری            | قاچاقچی، برادر بیژن        |
| سیروس ابراهیم‌زاده | بیژن جباری             | قاچاقچی، برادر سهراب       |
| کامران تفتی       | سروان حسینی            | پلیس                       |
| اردشیر تفتی       | رحمت                   | برادر سیما                 |
| بهروز قادری       | دستیار سهراب           | دستیار سهراب               |
| روح‌الله کمانی     | سروان پلیس             | سروان پلیس                 |
| مهیار شاپوری      | سروان پلیس             | سروان پلیس                 |
| بهادر اونلو       | دستیار بیژن            | دستیار بیژن                |
| میثم رازفر        | دستیار سهراب           | دستیار سهراب               |
| بهار مهدوی        | همسر سرگرد امیری       | همسر سرگرد امیری           |
| محسن قاضی‌مرادی    | همسایه ایرج            | همسایه ایرج                |
| شمسی فضل‌الهی      | همسایه ایرج            | همسایه ایرج                |
| غلامرضا طباطبایی  | پدر سهراب و بیژن       | پدر سهراب و بیژن           |
| ابراهیم‌آبادی      | مغازه دار (سوپر مارکت) | مغازه دار (سوپر مارکت)     |
| ساعد هدایتی       | مغازه دار (چاپ)        | مغازه دار (چاپ)            |
| مهدی صباغی        | سرهنگ اداره آگاهی      | سرهنگ اداره آگاهی          |

## خلاصه داستان
زنی (سیما) پس از یک سانحه قدرت بویایی عجیبی پیدا می‌کند و حس بویایی او به گونه‌ای تقویت می‌شود که قادر به رهگیری مواد مخدر است. او و شوهرش (ایرج) با این کار از مردم پول می‌گیرند و…

## جوایز و نامزدها
| ۱۳۸۵ | نهمین دوره جشن حافظ |                                  |                |          |
| ۱۳۸۵ | نهمین دوره جشن حافظ | بهترین مجموعه تلویزیونی          | حبیب اسماعیلی  | نامزدشده |
| ۱۳۸۵ | نهمین دوره جشن حافظ | بهترین کارگردانی تلویزیونی       | مهدی فخیم زاده | نامزدشده |
| ۱۳۸۵ | نهمین دوره جشن حافظ | بهترین فیلمنامه تلویزیونی        | مهدی فخیم زاده | نامزدشده |
| ۱۳۸۵ | نهمین دوره جشن حافظ | بهترین بازیگر مرد درام تلویزیونی | مهدی فخیم زاده | برنده    |
| ۱۳۸۵ | نهمین دوره جشن حافظ | بهترین بازیگر زن درام تلویزیونی  | نسرین مقانلو   | برنده    |